# Luise Mühlbach

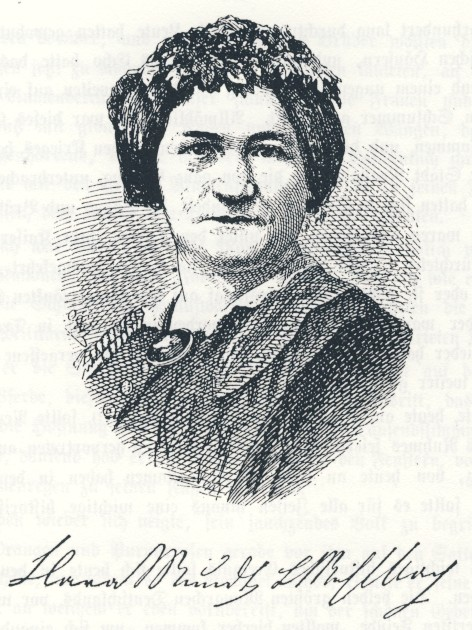
Klara Mundt (írói álneve)

Luise Mühlbach álnéven írta könyveit Clara Müller (Neubrandenburg, 1814. január 2. – Berlin, 1873. szeptember 26.) német írónő, Theodor Mundt író felesége.
Legismertebb művei történelmi szépirodalmi stílusban jelentek meg. Legtöbb regénye megjelent magyar fordításban is.

## Művei
- Erste und letzte Liebe. Regény. Altona: Hammerich, 1838
- Die Pilger der Elbe.. Regény. Altona: Hammerich, 1838
- Frauenschicksal. 2 kötet. Altona: Hammerich, 1839
- Zugvögel. Novellen und Skizzen. 2 kötet. Altona: Hammerich, 1840
- Glück und Geld. Regény, 2 kötet. Altona: Hammerich, 1842
- Justin. Roman. Leipzig: Fritzsche, 1843
- Nach der Hochzeit. Négy novella. Leipzig: Fritzsche, 1844
- Eva. Ein Roman aus Berlins Gegenwart. 2 kötet. Berlin: Morin, 1844 (1859-ben átdolgozva megjelent az alábbi címmel: Frau Meisterin. 2 kötet. Berlin: Janke, 1859)
- Ein Roman in Berlin. 3 kötet. Berlin: Mylius, 1846 (1860-ban átdolgozva megjelent az alábbi címmel: Berlin vor fünfzehn Jahren. 3 kötet. Berlin: Janke, 1860)
- Federzeichnungen auf der Reise. Berlin: Mylius, 1846
- Aphra Behn. Roman. 3 kötet. Berlin: Simion, 1849
- Der Zögling der Gesellschaft. Regény. 2 kötet. Berlin: Simion, 1850
- Friedrich der Große und sein Hof. 3 kötet. Berlin: Janke, 1853 (később 10 kötetre bővítve)
- Königin Hortense. Ein napoleoniches Lebensbild. 2 kötet, Berlin: Otto Janke, 1856 (későbbi cím: Hortense Königin von Holland – Historischer Roman aus der Napoleonischen Zeit)
- Kaiser Joseph der Zweite und sein Hof. Történelmi regény (12 kötet) Berlin: Janke, 1856–1857
- Napoleon in Deutschland (16 kötet) Berlin: Janke, 1858–1859
- Erzherzog Johann und seine Zeit (12 kötet) Berlin: Janke, 1859–1863
- Kleine Romane. Második, átdolgozott kiadás. 21 kötet. Altona: Hammerich, 1860–1866
- Deutschland in Sturm und Drang. Történelmi regény (17 kötet) Jena: Costenoble, 1867–1868
- Von Solferino bis Königgrätz. Történelmi regény (12 kötet) Berlin: Janke, 1869–1870
- Kaiser Joseph und sein Landsknecht. Történelmi regény (8 kötet) Leipzig: Dürr Buchhandlung u. Verlag, 1870
- Mohammed Ali und seine Haus. Történelmi regény. 4 kötet. Jena: Costenoble, 1871
- Reisebriefe aus Aegypten. 2 kötet. Jena: Costenoble, 1871
- Die Opfer des religiösen Fanatismus. Historischer Roman aus dem dreißigjährigen Krieg. (6 könyv 3 kötetben) Prag: Sigmund Bensinger, 1871
- Protestantische Jesuiten. Történelmi regény (6 kötet) Leipzig: Günther, 1874
- Erinnerungsblätter aus dem Leben Louise Mühlbachs. Gesammelt u. hg. von Thea Ebersberger. Leipzig: H. Schmidt u. C Günther, 1902 (köztük Theodor Mundttól Clara Mundtnak írt levelet)

## Magyarul
- I. Napóleon fénykora és hanyatlása. Regényes korrajz, 1-5.; ford. Kovács Geyza; Hartleben, Pest, 1860
- A menekültek Londonban. Regény; ford. Aranka; Polidini–Noséda, Pest, 1862
- Luiza Mühlback: Rákóczi Ferencz. 1-3. köt.; ford. Ács Antal; Hartleben, Pest, 1862
- Hortenzia királyné. Egy napoleoni életkép, 1-2.; ford. Székely József; Hartleben, Pest, 1863
- Novellák; ford. Hang Ferenc; Lauffer, Pest, 1864 (Külföldi regénycsarnok)
- II. Katalin orosz czárnő utolsó napjai. Történeti regény; ford. Fridman Bertalan; Hartleben, Pest, 1865 (Hartleben K. A. olvasótára)
- Tartaroff herczegnő vagy A czárnő leánya. Történeti regény, 1-2. köt.; ford. B.; Stein János, Kolozsvár, 1865
- Négy nap egy színésznő életéből: Mademoiselle Clairon. Regény.; ford. Kármán Bertalan; Hartleben, Pest, 1865
- Benyowszky gróf. Történeti regény; ford. B-s V-z. [Matkovich Pál]; Kertész Ny., Pest, 1866 (Hartleben K. A. olvasótára)
- Pére La Chaise. XIV. Lajos gyóntató atyja. Történeti regény; ford. Kármán Bertalan; Kármán, Rimaszombat, 1868
- Születés és vagyon; ford. Z. Szabó Antal; Csáthy, Debrecen–Nyíregyháza, 1870
- A kártyakirály. Történeti beszély; ford. ifj. Vass Andor; in: Új regélő, 1872
- Mülbach Lujza: Marie Antoinette és fia. Történeti regény, 1-2.; ford. Hang Ferenc; Serédy Géza Siketnéma Iparintézet Könyvnyomdája, Vác, 1880